# Ąžuolas Tubelis
Ąžuolas Tubelis (Vilna, 22 de marzo de 2002), es un jugador de baloncesto lituano que pertenece a la plantilla del BC Neptūnas Klaipėda de la Lietuvos Krepšinio Lyga. Es hermano del también baloncestista Tautvilas Tubelis.

## Carrera deportiva

### Inicios
Formado en las categorías inferiores del BC Rytas de su ciudad natal. En mayo de 2018, Tubelis ganó el Torneo Adidas Next Generation (ANGT) 2017-18 con el equipo sub-18 del BC Rytas. 
El 18 de octubre de 2018 firmó un contrato a largo plazo con BC Rytas. En la temporada 2018-19, jugó con su filial, el BC Perlas en la Liga Nacional de Baloncesto (NKL), la liga de segundo nivel de Lituania en el que promedió 9,6 puntos, 3,7 rebotes y 1,4 robos por partido. 
En febrero de 2019, disputó el torneo del ANGT en Kaunas en el que promedió 15,3 puntos, 6,5 rebotes, tres robos y 2,8 tapones por partido y fue incluido en el equipo de todo el torneo con el equipo Sub-18 del BC Rytas. En junio de 2019, Tubelis participó en el Campamento Europeo de Baloncesto Sin Fronteras en Riga.
En la temporada 2019-20, Tubelis alternó sus participaciones entre Perlas y el primer equipo del BC Rytas. En febrero de 2020, disputó el torneo del ANGT en Kaunas en el que promedió 20,5 puntos y 12,5 rebotes, llevando al equipo sub-18 de Rytas al primer lugar y obteniendo los honores de jugador más valioso del torneo. Más tarde ese mes, Tubelis participó en el Campamento Global Baloncesto Sin Fronteras en el Fin de Semana del Juego de Estrellas de la NBA 2020 en Chicago. En 25 partidos de la NKL con BC Perlas, promedió 16,4 puntos, 6,2 rebotes, 1,5 robos y 1,5 tapones por partido.

### Universidad
El 27 de mayo de 2020, Tubelis se comprometió a jugar baloncesto universitario en la Universidad de Arizona en Tucson, Arizona, donde jugaría durante tres temporadas la NCAA con los Arizona Wildcats, a la que llegaría con su hermano gemelo, Tautvilas. Como estudiante de primer año, promedió 12,2 puntos y 7,1 rebotes por partido, y fue incluido en la mención de honor All-Pac-12 y en el equipo All-Freshman. Tubelis fue nombrado primer equipo All-Pac-12 en su segundo y tercer año. Se declaró para el draft de la NBA, pero no fue seleccionado.

### Profesional
Después de no ser seleccionado en el draft de la NBA de 2023, Tubelis se unió a los Philadelphia 76ers con el que disputó la NBA Summer League. El 17 de julio de 2023, firmó un contrato bidireccional con los Philadelphia 76ers y su filial de la NBA G League, los Delaware Blue Coats. Sin embargo, los 76ers lo renunciaron el 25 de octubre de 2023. 
El 8 de noviembre de 2023, regresó a Lituania para firmar con BC Rytas y luego fue cedido a BC Neptūnas Klaipėda de la Lietuvos Krepšinio Lyga.

### Selección nacional
Tubelis jugó en 2016 con la selección sub-16 de Lituania el Campeonato Europeo FIBA de la categoría disputado en Radom, donde promedió 4,9 puntos y 4,3 rebotes por partido. En el Campeonato de Europa FIBA Sub-16 de 2018 en Novi Sad, promedió 14,3 puntos, 10,4 rebotes y 2,7 tapones por partido. Tubelis representó a Lituania en el Campeonato Europeo FIBA sub-18 en Volos, promediando 14,9 puntos, 12,6 rebotes y 3,4 tapones por partido.